# Кизил-Чишма (Благоварський район)
Кизи́л-Чишма́ (рос. Кызыл-Чишма, башк. Ҡыҙыл Шишмә) — присілок у складі Благоварського району Башкортостану, Росія. Входить до складу Танівської сільської ради.
Населення — 47 осіб (2010; 63 в 2002).
Національний склад:
- башкири — 97 %